# Belalora striatula
Belalora striatula é uma espécie de gastrópode do gênero Belalora, pertencente a família Mangeliidae.